# Tobias epicadoides
Tobias epicadoides là một loài nhện trong họ Thomisidae.
Loài này thuộc chi Tobias. Tobias epicadoides được Cândido Firmino de Mello-Leitão miêu tả năm 1944.